# The Wall (Fernsehsendung)

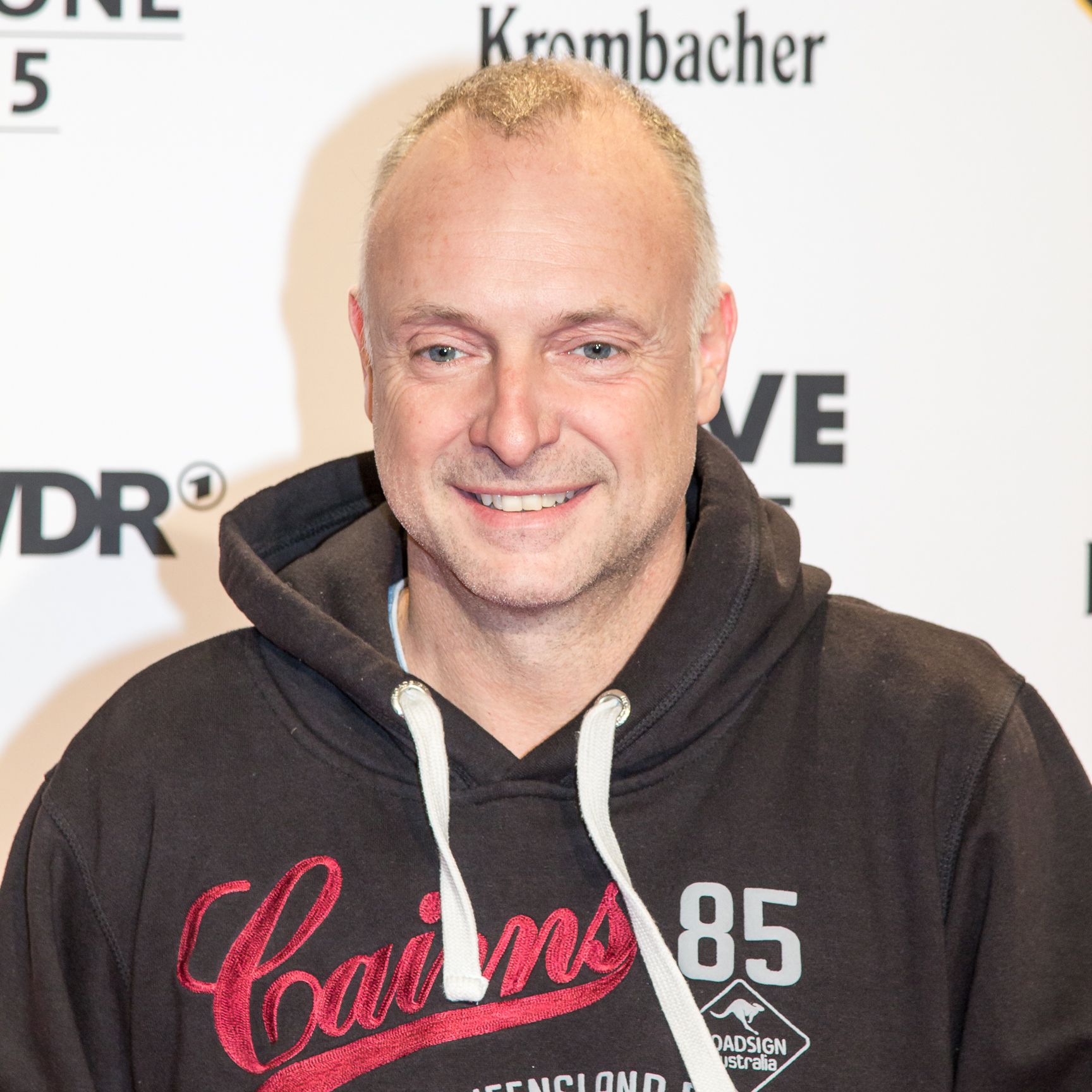
Moderator Frank Buschmann

The Wall war eine von RTL ausgestrahlte Spielshow. Sie hatte am 1. Juli 2017 im deutschen Fernsehen Premiere. Die Erstausstrahlung des Formats fand am 19. Dezember 2016 in den Vereinigten Staaten statt. Die deutsche Ausgabe wurde von Frank Buschmann moderiert.
Im Juli 2019 gab RTL nach zwei Staffeln ihre Absetzung bekannt.

## Konzept

### Spiel und Spieler
Die Spielshow kombiniert ein Quiz mit einem Glücksspiel. In jedem Spiel (in der Regel sind es zwei Spiele pro Sendung) spielt ein Kandidatenpaar in drei Runden um einen Gewinn von theoretisch möglichen 2.474.994 € (in Staffel 1 noch um 3.069.994 €). Das Kandidatenpaar besteht aus zwei Bekannten, Verwandten, Eheleuten oder Lebenspartnern. Nach einer akzeptierten Bewerbung findet dessen Casting am Sitz des Senders in Köln statt, bei Erfolg zunächst ein Dreh beim Kandidatenpaar zuhause, ehe die Sendung in einem Fernsehstudio aufgezeichnet wird. An der Seitenlinie der Bühne sind bis zu vier Angehörige oder Freunde des Spielerpaares anwesend.

### Produktion und Ausstrahlung
Die sieben Episoden der ersten Staffel wurden in Paris (damals einziger europäischer Standort einer Wand) aufgezeichnet und freitags (Pilotsendung) und samstags zur Hauptsendezeit ausgestrahlt. Die vier Episoden der zweiten Staffel wurden in Warschau aufgezeichnet und freitags ausgestrahlt.

### Die Wand
Namensgebender Bestandteil der Spielshow und Kernelement ist ein überdimensionales Galtonbrett. An der Oberkante befinden sich sieben Startboxen, die von links nach rechts mit den Nummern 1 bis 7 beschriftet sind. Jede Startbox kann übereinander bis zu drei Kugeln aufnehmen. Darunter folgen 13 Reihen nebeneinander liegender Stäbe, die die Kugeln nach links oder rechts ablenken können. Der Abstand der Stäbe beträgt horizontal und vertikal jeweils etwas mehr als einen Kugeldurchmesser. Jede Stabreihe ist zur vorherigen um einen halben Stababstand waagerecht versetzt – die obersten Stäbe liegen genau unter der Mitte der Startboxen. Nach der dreizehnten Stabreihe bilden die Oberkanten der 15 nebeneinander liegenden Geldboxen funktional eine vierzehnte und letzte Stabreihe. Jede der 15 Geldboxen kann bis zu drei Kugeln aufnehmen. Die sieben mittleren Geldboxen befinden sich genau unter den sieben Startboxen.
Die 12 m hohe Wand ist in der Regel blau beleuchtet. Wenn sie anzeigt, ob eine Quizfrage korrekt beantwortet wurde, leuchtet sie grün (korrekte Antwort) oder rot (falsche Antwort). Im Bereich der Stäbe werden als Bilder oder Videos der aktuelle Kontostand, Quizfragen, Antwortmöglichkeiten zu Quizfragen, Einspieler zu Quizfragen oder der Spieler in „Isolation“ eingeblendet.

### Die Kugeln
Von der Oberkante der Wand fallen die grünen, weißen oder roten Kugeln von der Größe eines Fußballs nach unten. Von Stäben in der Wand werden sie nach links oder rechts abgelenkt und landen nach ca. 9 Sekunden Fallzeit an der Unterkante der Wand in einer von 15 Geldboxen. Jeder Geldbox ist ein Euro-Betrag zugeordnet (der Maximalbetrag erhöht sich mit jeder Spielrunde) und abhängig von der Farbe der Kugel erhöht (grüne Kugel) oder verringert (rote Kugel) sich der Kontostand der Spieler um den Wert der Geldbox. Bei weißen Kugeln entscheidet die korrekte Beantwortung einer Quizfrage, ob die Kugeln grün oder rot werden. Es können bis zu drei Kugeln gleichzeitig fallen und sich dabei möglicherweise beeinflussen. Eine Geldbox ist hoch genug, um alle gleichzeitig gespielten Kugeln aufzunehmen.

### Die Geldboxen
| Geldbox | 1 | 2      | 3   | 4      | 5  | 6      | 7 | 8      | 9 | 10      | 11 | 12      | 13  | 14      | 15 |
| ------- | - | ------ | --- | ------ | -- | ------ | - | ------ | - | ------- | -- | ------- | --- | ------- | -- |
| Runde 1 | 1 | 1.500  | 100 | 5.000  | 10 | 2.500  | 1 | 6.000  | 1 | 2.500   | 10 | 5.000   | 100 | 1.500   | 1  |
| Runde 2 | 1 | 1.500  | 100 | 2.500  | 10 | 6.000  | 1 | 12.500 | 1 | 25.000  | 10 | 30.000  | 100 | 60.000  | 1  |
| Runde 3 | 1 | 12.500 | 100 | 25.000 | 10 | 50.000 | 1 | 75.000 | 1 | 100.000 | 10 | 125.000 | 100 | 250.000 | 1  |

| Geldbox | 1 | 2      | 3   | 4      | 5  | 6      | 7 | 8      | 9 | 10     | 11 | 12      | 13  | 14      | 15 |
| ------- | - | ------ | --- | ------ | -- | ------ | - | ------ | - | ------ | -- | ------- | --- | ------- | -- |
| Runde 1 | 1 | 1.000  | 100 | 4.000  | 10 | 2.000  | 1 | 5.000  | 1 | 2.000  | 10 | 4.000   | 100 | 1.000   | 1  |
| Runde 2 | 1 | 1.000  | 100 | 2.000  | 10 | 5.000  | 1 | 10.000 | 1 | 20.000 | 10 | 25.000  | 100 | 50.000  | 1  |
| Runde 3 | 1 | 10.000 | 100 | 20.000 | 10 | 40.000 | 1 | 60.000 | 1 | 80.000 | 10 | 100.000 | 100 | 200.000 | 1  |

Die Werte der hohen Summen in den Geldboxen wurden in der zweiten Staffel gegenüber der ersten um 33 bis 16,66 % (hauptsächlich um 20 %) verringert, bei den Höchstwerten um 20 bis 16,66 %. Die möglichen Gewinnhöhen sind damit gesenkt, ebenso Verlustrisiken bei roten Kugeln.

## Spielablauf
|         | Kugeln | Kugeln | Kugeln | Fragen | Antwortmöglichkeiten | Antwortgeber   |
| grün    | weiß   | rot    |        | Fragen | Antwortmöglichkeiten | Antwortgeber   |
| ------- | ------ | ------ | ------ | ------ | -------------------- | -------------- |
| Runde 1 | -      | 15     | -      | 5      | 2                    | Kandidatenpaar |
| Runde 2 | 2      | 3-6    | 2      | 3      | 3                    | Kandidat 1     |
| Runde 3 | 4      | 3-6    | 4      | 3      | 4                    | Kandidat 1     |

### Runde 1: Freier Fall
Nachdem der Moderator eine von fünf Fragen gestellt hat, fallen drei weiße Kugeln gleichzeitig aus den Startboxen 1, 4 und 7 der Wand. Während der Moderator die beiden Antworten vorliest, muss sich das Kandidatenpaar für A oder B als Antwortmöglichkeit entscheiden, noch bevor die erste Kugel in eine der Geldboxen gefallen ist, ansonsten gilt die Frage als falsch beantwortet. Ist die Antwort rechtzeitig gegeben und richtig, färben sich Wand und Kugeln grün und der Wert der Geldboxen, in die die Kugeln gefallen sind, werden dem Konto gutgeschrieben. Ist die Antwort falsch, färben sich Wand und Kugeln rot und der Wert der Geldboxen wird vom Guthaben abgezogen. Dabei kann der Wert des Kontos maximal auf 0 Euro fallen, somit nie einen negativen Wert annehmen. Das Kandidatenpaar muss nach den fünf Fragen mindestens einen Euro erspielt haben, um in Runde 2 zu gelangen, ansonsten ist die Show für das Paar vorzeitig beendet.
In dieser Runde konnten in Staffel 1 maximal 90.000 € (5×3×6.000 €) erspielt werden, in Staffel 2 sind es maximal 75.000 € (5×3×5.000 €)

### Runde 2
Am Anfang entscheiden die Kandidaten, wer von ihnen die Quizfragen beantwortet. Dieser geht in die „Isolation“ (ein Raum in der Wand). Er bekommt nicht mit, ob seine Antworten richtig oder falsch sind und was sein Partner an der Wand erspielt.
Kandidat 2 sucht Startboxen für zwei grüne Kugeln aus, die gleichzeitig fallen. Der Betrag der Geldboxen wird dem Konto gutgeschrieben.
Nun hat Kandidat 1 Quizfragen zu beantworten. Dem Kandidaten 2 vor der Wand werden zunächst die drei Antwortmöglichkeiten - aber noch nicht die Frage - gezeigt. Abhängig von seiner Meinung, wie gut Kandidat 1 die Frage beantworten wird, wählt er eine Startbox (der Erwartungswert steigt von links nach rechts) für eine weiße Kugel. Dann folgen Frage und Antwort und die Wand zeigt an, ob letztere richtig oder falsch ist. Die weiße Kugel wird daraufhin grün oder rot, fällt in eine Geldbox und ändert den Kontostand. Bei der zweiten Frage kann Kandidat 2 auch 2 Kugeln wählen, bei der dritten Frage sogar bis zu 3.
Zum Abschluss (sofern der Kontostand nicht 0 beträgt) fallen 2 rote Kugeln aus den gleichen Startboxen, die anfangs für die grünen Kugeln gewählt wurden. Der erspielte Betrag wird vom Konto abgezogen.
In dieser Runde konnten in Staffel 1 maximal 479.998 € ((2 + (1+2+3))×60.000 € - 2×1 €) erspielt werden, in Staffel 2 sind es maximal 399.998 € ((2 + (1+2+3))×50.000 € - 2×1 €)

### Runde 3: Die finale Entscheidung
Runde 3 entspricht Runde 2 mit folgenden Unterschieden:
- Es werden jeweils vier statt zwei grüne und rote Kugeln gespielt.
- Die grünen und roten Kugeln werden nicht gleichzeitig, sondern hintereinander gespielt.
- Es gibt nun vier statt drei Antwortmöglichkeiten zu den Quizfragen.

Nachdem nach der letzten Frage und dem Fall der dazugehörigen Kugel(n) der aktuelle Kontostand verkündet wurde, wird dem Kandidaten 1 ein Vertrag über eine Garantiesumme übermittelt. Diese Summe besteht aus dem Gewinn aus Runde 1 sowie zusätzlich je 4.000 € (5.000 € in Staffel 1) für jede in Runde 2 und 3 korrekt beantwortete Frage. Die Garantiesumme wird dem Isolations-Kandidaten nicht genannt - er muss selbst seinen Erfolg bei der Beantwortung der Fragen abschätzen. Er kann den Vertrag annehmen (das Kandidatenpaar erhält dann die Garantiesumme als Gewinn) oder zerreißen (das Kandidatenpaar erhält dann den Kontostand nach Runde 3 als Gewinn). Eine Kommunikation mit Kandidat 2 ist nicht möglich.
Danach fallen nacheinander die vier roten Kugeln, sofern jeweils noch ein Gewinn existiert. Ist die letzte Kugel gefallen, kommt Kandidat 1 wieder auf die Bühne. Er eröffnet seinem Partner seine Entscheidung bezüglich des Vertrags und erfährt von diesem die Gewinnsumme.
In dieser Runde konnten in Staffel 1 maximal 2.499.996 € ((4 + (1+2+3))×250.000 € - 4×1 €) erspielt werden, in Staffel 2 sind es maximal 1.999.996 € ((4 + (1+2+3))×200.000 € - 4×1 €).

## Statistik

### Wahrscheinlichkeiten
Eine Kugel wird an jedem Stab mit einer Wahrscheinlichkeit von jeweils 50 % nach links oder rechts abgelenkt. Die oberen sechs Stabreihen verbreitern sich nach unten, in den Stabreihen 8, 10, 12  oder 14 wird die Kugel an der rechten oder linken Wand wieder zur Mitte umgeleitet.
Beim Fall von der mittleren Startbox (Nummer 4) aus ergibt sich eine perfekte Binomialverteilung (mit n=14) auf die 15 Geldboxen. Die mittlere Geldbox wird mit einer Wahrscheinlichkeit von 20,9 % getroffen, eine der beiden daneben liegenden Geldboxen mit jeweils 18,3 %, die anschließenden nächsten Boxen jeweils mit 12,2 %, 6,1 % und 2,2 %. Für alle anderen Boxen liegen die Wahrscheinlichkeiten unter 1 %. Die mittleren sieben Geldboxen erreichen eine Gesamtwahrscheinlichkeit von 94,3 %.
Aus einer anderen Startbox wird durch eine mögliche Reflexion an einer Wand die perfekte Binomialverteilung nicht mehr erreicht. Für die mittleren neun Geldboxen ändern sich die Wahrscheinlichkeiten nur sehr geringfügig.
In allen Runden befinden sich die Geldboxen mit den Werten 1 €, 10 € und 100 € immer an denselben Positionen. Unabhängig von der Startbox werden sie mit einer Wahrscheinlichkeit von genau 50 % getroffen.
In den Runden 2 und 3 kann von den Startboxen 1 und 2 aus die Geldbox mit dem Maximalbetrag nicht getroffen werden.

### Erwartungswert

#### 1. Staffel
Für den Fall einer Kugel ergeben sich folgende Erwartungswerte für den Euro-Betrag (gerundet auf volle Euro):
|         | Startbox 1 | Startbox 2 | Startbox 3 | Startbox 4 | Startbox 5 | Startbox 6 | Startbox 7 |
| ------- | ---------- | ---------- | ---------- | ---------- | ---------- | ---------- | ---------- |
| Runde 1 | 01.870 €   | 01.970 €   | 02.057 €   | 02.095 €   | 02.057 €   | 01.970 €   | 01.870 €   |
| Runde 2 | 02.577 €   | 03.714 €   | 05.254 €   | 07.184 €   | 09.428 €   | 11.958 €   | 14.893 €   |
| Runde 3 | 19.741 €   | 25.318 €   | 31.332 €   | 37.599 €   | 44.315 €   | 52.294 €   | 62.786 €   |

Der Erwartungswert für den Gewinn über alle Runden ergibt sich ausschließlich aus den weißen Kugeln (also den Quizfragen), denn grüne und rote Kugeln heben sich gegenseitig auf. Wenn alle Fragen korrekt beantwortet und in den Runden 2 und 3 jedes Mal die Startbox 7 und die maximale Anzahl an Kugeln gewählt werden, sind das 495.249 € (5×2.095 €+(5+5)×1.870 € + (1+2+3)×14.893 € + (1+2+3)×62.786 €). Das sind 16,1 % des maximal möglichen Gewinns von 3.069.994 €.

## Episoden
| Erste Staffel  | Erste Staffel  | Erste Staffel                                  | Erste Staffel                | Erste Staffel              | Erste Staffel   | Erste Staffel   | Erste Staffel      | Erste Staffel | Erste Staffel       | Erste Staffel |
| Folge          | Ausstrahlung   | Spieler *                                      | Wohnort                      | Beziehung                  | Garantie- summe | Erspielte Summe | Zuschauer (Gesamt) | Markt- anteil | Zuschauer (14 – 49) | Markt- anteil |
| -------------- | -------------- | ---------------------------------------------- | ---------------------------- | -------------------------- | --------------- | --------------- | ------------------ | ------------- | ------------------- | ------------- |
| 1              | 1. Juli 2017** | Basel + Sabrina (5)                            | Meckenheim                   | Beziehungspartner          | 59.023          | 299.341         | 2,51 Mio.          | 9,5 %         | 1,26 Mio.           | 16,1 %        |
| 1              | 1. Juli 2017** | Magnus + Dirk Hasenfuss (5)                    | Wittingen und Nieder-Olm     | Vater + Sohn               | 36.601          | 705.232         | 2,51 Mio.          | 9,5 %         | 1,26 Mio.           | 16,1 %        |
| 2              | 8. Juli 2017   | Peggy + Jens Kusche (3)                        | Penzing                      | Ehepartner                 | 33.012          | 249.989         | 1,99 Mio.          | 8,6 %         | 1,02 Mio.           | 15,7 %        |
| 2              | 8. Juli 2017   | André + Anne Sussmann (3)                      | Laubach                      | Geschwister                | 37.110          | 274.909         | 1,99 Mio.          | 8,6 %         | 1,02 Mio.           | 15,7 %        |
| 3              | 15. Juli 2017  | Martin + Denise Half (4)                       | Hamm                         | Vater + Tochter            | 32.100          | 166.120         | 2,09 Mio.          | 8,6 %         | 0,95 Mio.           | 14,0 %        |
| 3              | 15. Juli 2017  | Tobias + Julia Roloff (4)                      | Köln                         | Ehepartner                 | 25.201          | 405.330         | 2,09 Mio.          | 8,6 %         | 0,95 Mio.           | 14,0 %        |
| 4              | 22. Juli 2017  | Farhad + Stephanie Saidi (2)                   | Duisburg                     | Ehepartner                 | 35.011          | 0               | 1,89 Mio.          | 8,2 %         | 0,84 Mio.           | 13,0 %        |
| 4              | 22. Juli 2017  | Vadim + Christiane (4)                         | Nickenich                    | Ehepartner                 | 50.011          | 0               | 1,89 Mio.          | 8,2 %         | 0,84 Mio.           | 13,0 %        |
| 5              | 29. Juli 2017  | Michael + Timur Schroeder (2)                  | Köln                         | Eingetragene Lebenspartner | 32.723          | 562.502         | 2,10 Mio.          | 8,9 %         | 0,87 Mio.           | 13,7 %        |
| 5              | 29. Juli 2017  | Mischa + Rona (4)                              | Wesseling                    | Ehepartner                 | 41.010          | 228.429         | 2,10 Mio.          | 8,9 %         | 0,87 Mio.           | 13,7 %        |
| 6              | 5. Aug. 2017   | Timo Dettmering + Franca Herrmann (0)          | Neustadt in Holstein         | Beziehungspartner          | 34.724          | 0               | 2,09 Mio.          | 8,1 %         | 0,84 Mio.           | 11,1 %        |
| 6              | 5. Aug. 2017   | Lale + Oktay Demir (3)                         | Stadtallendorf               | Ehepartner                 | 50.005          | 41.012          | 2,09 Mio.          | 8,1 %         | 0,84 Mio.           | 11,1 %        |
| 7              | 11. Aug. 2017  | Alicia + Christian Ripka (4)                   | Herne                        | Ehepartner                 | 46.256          | 285.141         | 2,39 Mio.          | 8,6 %         | 1,04 Mio.           | 12,6 %        |
| 7              | 11. Aug. 2017  | Max + Cornelia (2)                             | Halle                        | Sohn + Mutter              | 32.924          | 0               | 2,39 Mio.          | 8,6 %         | 1,04 Mio.           | 12,6 %        |
| Zweite Staffel |                |                                                |                              |                            |                 |                 |                    |               |                     |               |
| 8              | 3. Aug. 2018   | Katharina Bosse + Christina Kröhnert-Flühr (6) | Braunschweig                 | Freundinnen                | 30.121          | 490.159         | 2,07 Mio.          | 9,6 %         | 0,87 Mio.           | 14,7 %        |
| 8              | 3. Aug. 2018   | Luise + Jörn (2)                               | Berchtesgaden                | Beziehungspartner          | 20.135          | 120.108         | 2,07 Mio.          | 9,6 %         | 0,87 Mio.           | 14,7 %        |
| 9              | 10. Aug. 2018  | Alexander + Mike (4)                           | Essen und Bottrop            | Freunde                    | 29.111          | 23.247          | 1,92 Mio.          | 7,6 %         | 0,80 Mio.           | 11,2 %        |
| 9              | 10. Aug. 2018  | Ingo + Andrea (4)                              | Heinsberg                    | Beziehungspartner          | 42.312          | 0               | 1,92 Mio.          | 7,6 %         | 0,80 Mio.           | 11,2 %        |
| 10             | 17. Aug. 2018  | Willi + Gabriele (3)                           | Bergheim                     | Beziehungspartner          | 19.123          | 459.900         | 2,06 Mio.          | 8,4 %         | 0,92 Mio.           | 12,9 %        |
| 10             | 17. Aug. 2018  | Christina + Angelika (1)                       | Schwäbisch Gmünd und München | Tochter + Mutter           | 34.104          | 279.991         | 2,06 Mio.          | 8,4 %         | 0,92 Mio.           | 12,9 %        |
| 11             | 24. Aug. 2018  | Mazze + Andreas (3)                            | Hude                         | Freunde                    | 21.032          | 219.980         | 1,78 Mio.          | 7,0 %         | 0,70 Mio.           | 10,1 %        |
| 11             | 24. Aug. 2018  | Ute + Janina (1)                               | Apen                         | Tochter + Mutter           | 8.201           | 0               | 1,78 Mio.          | 7,0 %         | 0,70 Mio.           | 10,1 %        |

: Gewählte Summe
* Der Spieler in „Isolation“ ist zuerst genannt – In Klammern angegeben ist die Anzahl der in den Runden 2 und 3 richtig beantworteten Fragen
** Das Format wurde von RTL vorab stark beworben und sollte an zwei aufeinander folgenden Abenden (Freitag, 30. Juni und Samstag, 1. Juli 2017) starten. Da am 30. Juni allerdings auch das Endspiel der U-21-Europameisterschaft 2017 im Fußball der Männer mit unerwarteter deutscher Beteiligung ausgetragen und vom ZDF live übertragen wurde, wollte man dieser starken Konkurrenz aus dem Weg gehen und verzichtete auf eine Ausstrahlung. Die Auftaktfolge verschob sich damit um einen Tag und alle weiteren Folgen um jeweils eine Woche. Die letzte Sendung der Staffel wurde am Freitag, dem 11. August ausgestrahlt, da tags darauf Ninja Warrior Germany – Die stärkste Show Deutschlands startete.

## Internationale Ausgaben
|                           |                           | Vereinigte Staaten | Frankreich             | Spanien                  | Rumänien              | Italien           | Kanada ( Québec) | Niederlande               |
| ------------------------- | ------------------------- | ------------------ | ---------------------- | ------------------------ | --------------------- | ----------------- | ---------------- | ------------------------- |
| Sendungsname              | Sendungsname              | The Wall           | The Wall : Face au mur | The Wall: Cambia tu vida | The Wall - Marele Zid | The Wall          | Face au mur      | BankGiro Loterij The Wall |
| Sender                    | Sender                    | NBC                | TF1                    | Telecinco                | Antena 1              | Canale 5          | TVA              | SBS 6                     |
| Ausstrahlungsbeginn       | Ausstrahlungsbeginn       | 19. Dezember 2016  | 27. Februar 2017       | 23. Juni 2017            | 13. September 2017    | 20. November 2017 | 18. Januar 2018  | 22. April 2018            |
| Höchster Geldboxwert      | Runde 1                   | 25.000 $           | 5.000 €                | 5.000 €                  | 5.000 Lei             | 5.000 €           | 10.000 $         | 12.500 €                  |
| Höchster Geldboxwert      | Runde 2                   | 250.000 $          | 50.000 €               | 50.000 €                 | 40.000 Lei            | 50.000 €          | 50.000 $         | 125.000 €                 |
| Höchster Geldboxwert      | Runde 3                   | 1.000.000 $        | 150.000 €              | 100.000 €                | 150.000 Lei           | 100.000 €         | 200.000 $        | 500.000 €                 |
| Folgen                    | Folgen                    | 30                 | 100                    | 12                       | 1                     | 53                | 10               | 8                         |
| 0 Gewinn-Ergebnisse       | 0 Gewinn-Ergebnisse       | 3                  | 30                     | 4                        | -                     | -                 | -                | 2                         |
| Höchstgewinn              | Höchstgewinn              | 1.415.098 $        | 308.647 €              | 202.819 €                | 122.633 Lei           | 19.923 €          | 444.448 $        | 1.057.406 €               |
| Durchschnittlicher Gewinn | Durchschnittlicher Gewinn | 423.835 $          | 58.316 €               | 67.885 €                 | 122.633 Lei           | 19.923 €          | 67.121 $         | 107.123 €                 |
| Stand                     | Stand                     | 14. Juli 2017      | 14. Juli 2017          | 8. September 2017        | 13. September 2017    | 20. November 2017 | 18. Januar 2018  | 22. April 2018            |